# Phyllachora ardisiae
Phyllachora ardisiae är en svampart som beskrevs av Henn. 1909. Phyllachora ardisiae ingår i släktet Phyllachora och familjen Phyllachoraceae.   Inga underarter finns listade i Catalogue of Life.